# Конюховское
Конюховское (каз. Конюховское) — озеро в районе Магжана Жумабаева Северо-Казахстанской области Казахстана. Находится к северо-западу от села Конюхово.
По данным топографической съёмки 1940-х годов, площадь поверхности озера составляет 7,98 км². Наибольшая длина озера — 4,1 км, наибольшая ширина — 3,8 км. Длина береговой линии составляет 13,4 км, развитие береговой линии — 1,33. Озеро расположено на высоте 129,1 м над уровнем моря.
По данным обследования 1957 года, площадь поверхности озера составляет 7,3 км². Максимальная глубина — 1,75 м, объём водной массы — 6,1 млн м³, общая площадь водосбора — 142 км².
Ранее озеро занимало значительную территорию и тянулось от села Воскресенка до Камышлово, но потом сильно уменьшилось в размерах. Во время паводка озеро затапливает большую территорию. По берегам произрастают осока, в середине растёт камыш. Из рыб обитают карась и гальян. Летом на озере останавливаются перелётные птицы: утки, гуси, гагары, журавли.
Своё название озеро получило от жившего на его берегу рыбака-торговца по фамилии Конюх.